# Aspidoras poecilus
Aspidoras poecilus é uma espécie de peixe da família dos cal·líctids e da ordem dos siluriformes. Os machos podem alcançar 3,5 cm de comprimento. Encontra-se na América do Sul, mais especificamente, no Brasil.